# Procloeon
Procloeon is een geslacht van haften (Ephemeroptera) uit de familie Baetidae.

## Soorten
Het geslacht Procloeon omvat de volgende soorten:
- Procloeon africanum
- Procloeon albisternum
- Procloeon bellum
- Procloeon bifidum
- Procloeon caliginosum
- Procloeon concinnum
- Procloeon cylindroculum
- Procloeon debilis
- Procloeon fragile
- Procloeon halla
- Procloeon heterophyllum
- Procloeon inanum
- Procloeon ingens
- Procloeon insignificans
- Procloeon intermediale
- Procloeon macronyx
- Procloeon maritimum
- Procloeon mendax
- Procloeon nana
- Procloeon nelsoni
- Procloeon ozburni
- Procloeon pennulatum
- Procloeon pulchrum
- Procloeon quaesitum
- Procloeon regularum
- Procloeon rivulare
- Procloeon rubropictum
- Procloeon rufostrigatum
- Procloeon silvicola
- Procloeon simile
- Procloeon simplex
- Procloeon spinosum
- Procloeon stagnicola
- Procloeon tatualis
- Procloeon texanum
- Procloeon venosum
- Procloeon vicinum
- Procloeon viridoculare